# Booty
Booty è un brano della cantante statunitense Jennifer Lopez in collaborazione con la rapper australiana Iggy Azalea, pubblicato il 23 settembre 2014 come terzo singolo estratto dall'album A.K.A..

## Descrizione e pubblicazione
Inizialmente intitolato Big Booty (in italiano "grande sedere"), il brano è stato scritto da Chris Brown ed è strutturato su un campionamento della canzone Dat a Freak del celebre DJ e produttore statunitense Diplo. Come dichiarato in un'intervista durante il programma televisivo Jimmy Kimmel Live!, la Lopez inizialmente si era rifiutata di registrare la canzone, ma il gradimento dei suoi figli le fece cambiare idea:
Il brano è stato inizialmente registrato da Jennifer Lopez con la collaborazione del rapper Pitbull. Tale versione è stata inserita nell'album A.K.A., di cui costituisce la decima traccia, eseguita dalla cantante in diverse occasioni. Scelto nel settembre 2014 come terzo singolo da estrarre dall'album, il brano è stato remixato sostituendo la parte di Pitbull con nuovi versi della rapper Iggy Azalea, già presente in A.K.A. nella canzone Acting Like That, diventando il primo singolo in assoluto della Lopez in collaborazione con un'altra artista donna.

## Video musicale
Il 3 settembre 2014 Jennifer Lopez ha pubblicato sul suo canale youtube un teaser trailer di trenta secondi del video musicale ufficiale di Booty. Diretto dal regista Hype Williams, che aveva precedentemente lavorato con la Lopez per il video di Control Myself, il video nella sua versione completa è stato pubblicato il 18 settembre sul canale VEVO della cantante. Nel video la cantante esegue diverse coreografie e momenti di twerking, accompagnata in alcune scene da Iggy Azalea.

## Esibizioni dal vivo
Jennifer Lopez ha eseguito per la prima volta Booty durante il concerto gratuito tenuto nel Bronx di New York, suo quartiere di origine, il 4 giugno 2014. La prima esibizione televisiva del brano ha invece avuto luogo il 20 giugno durante il mini concerto della cantante trasmesso in diretta da Central Park dal programma della ABC Good Morning America. Il 28 giugno la Lopez ha eseguito la canzone a Miami Beach in occasione del festival iHeartRadio Ultimate Pool Party, trasmesso dalla The CW il 7 luglio successivo. La cantante ha eseguito nuovamente il brano all'evento di moda Fashion Rocks, trasmesso dalla CBS il 9 settembre.

## Tracce
Download digitale
1. Booty (featuring Iggy Azalea) – 3:29

## Classifiche
| Classifica (2014) | Posizione massima |
| ----------------- | ----------------- |
| Australia         | 27                |
| Belgio (Fiandre)  | 33                |
| Belgio (Vallonia) | 55                |
| Canada            | 11                |
| Francia           | 93                |
| Germania          | 78                |
| Nuova Zelanda     | 30                |
| Stati Uniti       | 18                |
| Ungheria          | 35                |